# Condado de Tallahatchie
O Condado de Tallahatchie é um dos 82 condados do estado norte-americano do Mississippi. Tem duas sedes de condado, Charleston e Sumner e a sua maior cidade é Charleston.
O condado tem uma área de 1689 km² (dos quais 21 km² estão cobertos por água), uma população de 14 903 habitantes, e uma densidade populacional de 8,9 hab/km² (segundo o censo nacional de 2000). O condado foi fundado em 1833 e recebeu o seu nome a partir de uma palavra na língua dos índios Choctaw que significa "rocha de água".